# 源石和輝
源石 和輝（げんいし かずてる、1971年11月7日 - ）は、東海ラジオ放送のアナウンサー、ディレクター。

## 人物
大阪府豊中市岡町出身。身長167cm、体重57kg、血液型O型。関西大学文学部教育学科卒業後、1995年に東海ラジオに入社。現在は報道部副部長を兼務。
趣味は鉄道（小学1年生の時に、源石の友人から『鉄道ファン』を貰って以来）、阪神タイガース、ミニクーパー、ストリートライブ。漢字検定準1級、時刻表検定1級などの資格を有する。
家族は、2003年に結婚した小倉理恵（結婚当時は元岐阜放送アナウンサー、現在はフリーアナウンサー）と2男（長男は2010年3月25日生まれ、次男は2018年1月30日生まれ。）なお、次男の出生に伴い2018年2月から3月の間に育児休暇を取得したためレギュラー番組を休演している。

## 出演
他の男性アナウンサーに比べて出演番組も多く、レギュラー番組以外にもピンチヒッターとして出演するケースが多かった。本人曰く「家が近い」「一番下っ端だから」と説明しているが、長らくスポーツ番組を担当しなかったため、また改編等により3年程度で担当番組が変更されてきた事情もある。以下、確認できている番組を列挙する。

### 現在
出演番組
- Music Submarine（土曜深夜 27:00 - 28:45）
- 1・2・3 四日市メガリージョン!!（土曜 20:00 - 20:30）
- 東海ラジオ ガッツナイター 2023年8月31日から不定期でベンチレポートを担当。2024年はほぼ一シーズンにあたってベンチレポートを担当し、同年9月23日より実況も担当（当初、実況デビュー予定であった9月1日の対DeNA戦は台風の影響で中止となり、23日の対広島戦に延期となった）。2025年からオープン戦を含めて本格的に実況担当に加わった。
- NEWS（中日新聞ニュース）
  - 2022年9月までは、「源石和輝!抽斗!」放送前の月 - 金12時前の担当が多かった。
  - 2022年10月以降は、朝から夕方まで、全時間帯にわたって広く担当。

出演CM（過去のものも含む）
平日朝の帯番組担当以降、番組数は減ったものの、依然東海ラジオで流れるCMには数多く出演している。
- 甘強酒造（甘強みりん）（元同僚の相羽としえとともに。作られたのは相羽がまだ在籍していた頃だった為か、まだ放送されている）
- ビアガーデンマイアミ
- 明治（おいしい牛乳など。佐藤友香と共演したスーパーカップはみのもんたのウィークエンドをつかまえろの明治提供枠でも流れている）
- クレストンホーム（旧・東海カトラン時代より）
- DO LIVING ISSEIDO（一誠堂）（サウンドロゴのみ）
- 湊エキスプレス
- ファミリーカーショップ（同僚の村上がサッカー解説者、源石が実況アナ役で出演しているほか、同僚の青山紀子と夫婦役で出演しているバージョンもある）
- 樹の恵本舗中村
- マイケア（なた豆はみがき、京のおだしなど）
- アサヒビール（ガッツナイター限定オリジナルバージョン／ワイルドサッカー限定オリジナルバージョン(2012年)）
- チケットぴあ
- アクセルグループ
- イワクラゴールデンホーム
- ラーメン福
- 酒ゃビック
- スゴイダイズヨーグルト（大塚チルド食品、同僚の深谷里奈アナとともに担当）
- プラスワンリビングハウス名古屋（2012年）
- 岐阜タンメン

など

### 過去
- キカナイデ!
- ミュージックフリーク
- 今夜もやっぱりFUNKYパジャマ
- J-POP Magic
- ガッツナイト
- DON・TSUKI
- さか松ゲン
- 2COOL!（2004年のみ）
- サウンドブールバード
- こちらトクダネ情報部（モーニングあいランド内）
- ラジオクルージング
- 放送開始・終了のアナウンス - かつては松原敬生や酒井弘明、原光隆が担当。現在は安蒜豊三に交代。
- 番組審議会からのお知らせ（毎月1回のみ）
- 美味時間（水曜 - 金曜担当）
- 源石和輝の土曜スタイル!
- 東海ラジオ開局50周年『半七捕物帳』（主演の半七役）
- 流石の源石
  - 流石の源石BB（インターネット放送・ブロードバンド東海ラジオ）
- 高校ラジオクラブ - 以前は放送日が決まっていたが、2009年は月により放送日が異なる。
- アーティスト IN NAGOYA
- ココロサプリ
- 源石和輝 モルゲン!!（月曜 - 金曜 6:30 - 9:00）
- 源石和輝 音楽博覧会（日曜・12:00 - 14:00）
- 源石和輝 あさいち元気 （水曜・5:25 - 5:40※隔週出演）
- 山浦・深谷のヨヂカラ! - ヨヂカラニュース（火曜 - 木曜）
- 四日市 天までとどけ あすなろう（2017年3月26日 17:00 - 18:00） - 出演のほか、制作統括／監督も担当[8]。
- 春日井の中央線敷設ものがたり ～昔から伝わる歴史は嘘だった?～（2018年5月13日 15:00 - 15:55）[9]
- かにタク言ったもん勝ち（ハト時計の声） - 川島葵と並び、ハト時計担当者の中ではレパートリーが多いが、声真似はあまり似ていない。
- ガッツナイター・ガッツナイタースペシャル タイトルコール（スペシャルのみ）、ジングル
- さすらいのさすライ部 -（2019年12月末まで東海ラジオ公式LINE LIVE&YouTube Liveで配信していた）
- 源石和輝 ひるカフェ（平日 12:00〜13:00）
- 源石和輝! 抽斗!（平日 15:00 - 17:00）
- Live Dragons!（月 - 金 17:15 - 19:00）- 担当していた時は火曜日を不定期で担当

### ピンチヒッターで担当した番組
- 2022年10月以前
  - 小島一宏 モーニングあいランド - 出演時の「今日は源石だぁ〜っ!」はお約束であった。
  - 宮地佑紀生の聞いてみや〜ち
  - サンデー・イン・ザ・パーク
  - ラジオクルージング
  - 安蒜豊三 夕焼けナビ
- 2022年10月以降
  - first touch（2022年11月24日）
  - ONE STYLE（2024年6月15日）

### その他
- アナウンサーを志すきっかけになったのは久米宏（フリーアナウンサー）の話術で、メインキャスターを務めた『ニュースステーション』（テレビ朝日が制作した平日最終版のANN全国ニュース）の初回放送（1985年10月7日）を地元ネット局の朝日放送（当時）で視聴した直後に、久米の楽屋にいる夢を見たという。東海ラジオへの入社25年目にTBSラジオで放送された『久米宏　ラジオなんですけど』の最終回（2020年6月27日）で、以上のエピソードを盛り込んだメッセージを「名古屋の放送局に25年間勤務しているアナウンサー」として本名で番組宛てに送ったところ、当日のエンディング間際に「同業者からのメッセージ」として久米から直々に紹介された。
- ディレクターも兼務し番組を企画・制作することがある（『流石の源石』・『高校ラジオクラブ』など）。
- 2000年の秋から隔週1回で『夕刊フジ』（大阪版）に『得だねナゴヤ通信』を連載していた（連載終了時期不明）。福岡放送アナウンサーの『得だねハカタ通信』と交互に掲載されていた。
- 2006年には東海テレビのミニ番組に出演したこともある[10]。
- いくつかの番組でピンチヒッターを務めていた時期には、なかなか長期の休みが取れずにいたが、2007年10月21日頃 - 10月28日頃の1週間に遅い夏休みを貰ったらしい（『流石の源石BB』で発言）。その間、当時担当していた『美味時間』は月曜・火曜担当の原光隆が、『土曜スタイル!』は前週の放送でゲストを務めた小島一宏がそれぞれ担当した。なお、源石のワンマン番組『流石の源石』については本人の意思によりピンチヒッターを置かないでいたものの、結局日本シリーズの中継が延長したことにより同番組の放送は休止された。本人曰く「担当している番組にピンチヒッターが付くことが慣れていない」らしい。
- 2010年7月中旬頃から「地デジキャプテン」として地上デジタルラジオをPRの為、『宮地佑紀生の聞いてみや〜ち（7月19日 - 23日の14時30分頃）と『かにタク言ったもん勝ち』（8月5日・6日・12日・13日の10時10分 - 20分頃）に「地デジカニ」（東海ラジオのオリジナルキャラクター）の被り物をして出演し、地デジに関するあれこれをPRした。また、2011年1月24日には『つボイノリオの聞けば聞くほど』（CBCラジオ）に出演し、地デジのPRを行った。
- 大相撲名古屋場所を観に行った際、NHKのインタビューを受け、その日の夜にローカルニュースで流れてしまったことがある。この他にも「流石の源石を聞け〜!!!」と叫んでNHKでオンエアさせようとしたことがある。しかし、天野良春の野次にかき消されてしまったと話した。
- 2018年1月30日に第二子が誕生したことに伴い、「家族に協力するため」と2月12日から3月9日にかけて休暇を取得することを発表した。その間、現在担当中の平日帯番組『源石和輝 ひるカフェ』は源石以外のアナウンサーや東海ラジオで番組を持つパーソナリティーらが代理を務めることになった[6]。
- 2020年1月1日（水曜日）には、『ひるカフェ』の本番終了後に、『福島のぶひろの大新年会!おめでとう日本』（地元の大阪府内に本社があるMBSラジオの新春特別番組）の第6部（15時台）「やきそばかおるの全国ラジオキコウスペシャル!」へ「東海地方を代表するパーソナリティ」として電話で出演した。『ひるカフェ』本番後の『中日新聞ニュース』担当（午後 - 夕方帯のシフト勤務）の合間を縫っての出演で、当該時間帯には第5部（14時台）「パイセンがやってきたスペシャル」のゲストだった石井亮次（東大阪市の出身で当時はCBCテレビアナウンサー）がMBSのスタジオに残っていたことから、東海ラジオと競合するCBCの現役アナウンサー（出演時点）でありながら「源石とは互いに面識がある」という石井との共演も生放送で実現した。

## 番組内でのエピソード
数多くの番組で数多くのエピソードを残している。順不同で列挙すれば
- 『DON・TSUKI』
  - パーソナリティ唯一の局アナだったことから番組の後半1時間でニュースを読んだことがあり、同一番組内で2つの顔を見せた。ちなみにこの時、スポーツニュースは村上和宏が読んだ。また、番組内で「阪神タイガーススペシャル」を放送しようとし、新聞にまでその事が載ったが、急遽違う内容に差し替えられた。
- 『流石の源石』
  - 詳細は流石の源石を参照。『源石和輝の土曜スタイル!』で共演していた内藤洋子が一度番組を聴いたところ、源石のあまりの異様ぶりにショックを受けたと語っている。
- 『さか松ゲン』
  - この番組を担当中に小倉と結婚したが、挙式当日に番組を欠席し、スタジオから繋いだ挙式場からの電話で公表した。なお、小倉も「新婦」として電話出演している。
- 『サウンドブールバード』
  - 放送中に、私用の年賀状を書くために曲ばかり流していたことがある。
- 『源石和輝 モルゲン!!』
  - 子どもの日の放送で1男をスタジオに連れて出演し、親子共演を果たした。また、同伴で東海ラジオに来ていた小倉もエンディングで登場した。
- 『源石和輝 ひるカフェ』
  - 源石という姓は珍名で、全国に約20人、愛知県内に4人（源石本人と小倉、長男、次男）しかいないと番組内で語っている。なお、源石姓は広島に由来するが、1945年（昭和20年）8月6日の原子爆弾投下で大多数が消滅したという。ただし、当時国民学校1年生だった源石の父は住んでいた兵庫から広島市内の親戚の家に身を寄せていたが、いたずらばかりしていたことから7月末に兵庫に強制送還させられ、難を逃れたとのことである[11]。
- 『源石和輝！抽斗！』
  - 2021年10月20日の放送で、フリーアナウンサーへの転向を考えていることを明かした[注釈 1]。